# 蘇氏癭蚜
蘇氏癭蚜（学名：Astegopteryx swinhoei）为扁蚜科刺額扁蚜屬下的一个种。